# HP-UX
HP-UX (Hewlett Packard Unix) – wersja systemu operacyjnego UNIX tworzona przez firmę Hewlett-Packard.
HP-UX był najpierw systemem operacyjnym dla produktów firmy Hewlett-Packard opartych na procesorach FOCUS oraz procesorach Motoroli z rodziny 68k.
Następnie przez wiele lat był wytwarzany dla komputerów z procesorami z rodziny PA-RISC.
Od wersji HP-UX 11.20 wydanej w roku 2001 firma Hewlett-Packard zaczęła wytwarzać komputery z HP-UX oparte na procesorach o architekturze IA-64
i planuje, że przyszłe wersje HP-UX będą działały tylko na niej.
Pierwsza wersja HP-UX oparta była na UNIX System III, a następne
na kodzie jednocześnie z UNIX System V oraz 4BSD.